# Van Doesburg-Rinsemahuis
Het Van Doesburg-Rinsemahuis is een museumwoning aan de Torenstraat in de Friese plaats Drachten. Het is in 1921 gebouwd als middenstandswoning en staat op de lijst van rijksmonumenten in Drachten.

## Beschrijving
In 2018 werd een van de huizen van de Papegaaienbuurt als museumwoning ingericht en vanaf  maart 2019 opengesteld voor het publiek.
Het pand Torenstraat 3 was in eigendom van de gemeente Smallingerland, die het heeft overdragen aan de 'Stichting Van Doesburg-Rinsemahuis' voor het vestigen van een museumwoning. Een groep liefhebbers van De Stijl in Drachten heeft geld ingezameld om zowel het exterieur als het interieur weer in het originele kleurontwerp van Theo van Doesburg terug te brengen.
In het Van Doesburg-Rinsemahuis draait het om de oorspronkelijke kleuren naar het ontwerp van Van Doesburg en in de uitvoering van de huisschilders onder leiding van architect Cees Rienks de Boer. Alle oude verflagen zijn onderzocht en behouden. Het houtwerk is niet kaal gehaald, maar de juiste kleuren zijn over de oude verflagen heen geschilderd. In een van de slaapkamers is het oorspronkelijke schilderwerk nog zichtbaar. Het nieuwe schilderwerk is gebaseerd op de schilderspraktijk van de jaren twintig..